# Barboton
 (janvier 2012).
Si vous disposez d'ouvrages ou d'articles de référence ou si vous connaissez des sites web de qualité traitant du thème abordé ici, merci de compléter l'article en donnant les références utiles à sa vérifiabilité et en les liant à la section « Notes et références ».
Le barboton est un ragoût à base de viande d'agneau (en fricassée) et de pommes de terre coupées en gros dés, ainsi que de carottes.
La spécificité du barboton est son temps et son mode de cuisson : il s'agit en effet de faire cuire en même temps et dans la même cocotte en fonte la viande d'agneau, les pommes de terre et les carottes, pendant au moins deux heures à feu doux, tout en veillant à arroser régulièrement le tout.
Les pommes de terre et les carottes s'imprègnent du jus de viande durant la cuisson et sont alors confites à souhait.
C'est un plat traditionnel stéphanois,. Il était d'usage de réserver ce mets pour le dimanche car la région stéphanoise ouvrière considérait l'agneau comme une viande de luxe.